# Leonida Popiel
Leonida Popiel herbu Sulima (ur. 1822, zm. 31 stycznia 1875 w Radomiu) – polska działaczka patriotyczna i kobieca
Córka Aleksandra Wincentego Popiela W latach 40. XIX wieku należała do grupy Entuzjastek skupionej wokół Narcyzy Żmichowskiej. oraz konspiracyjnej Organizacji kierowanej przez Edwarda Domaszewskiego, a następnie Henryka Krajewskiego. Od 1843 była autorką artykułów w „Przeglądzie Naukowym”. W 1848 obwiniona o powiązania z tajną organizacją oraz utrzymanie kontaktów z osobami zbiegłymi z Królestwa i oddana pod tajny, a następnie ścisły dozór policyjny. Podczas powstania styczniowego uczestniczyła w akcji pomocy skazanym i więzionym na warszawskiej Cytadeli.